# Vladimir Karpets
Vladimir Karpets, né le 20 septembre 1980 à Léningrad, aujourd'hui Saint-Pétersbourg, est un coureur cycliste russe.

## Biographie

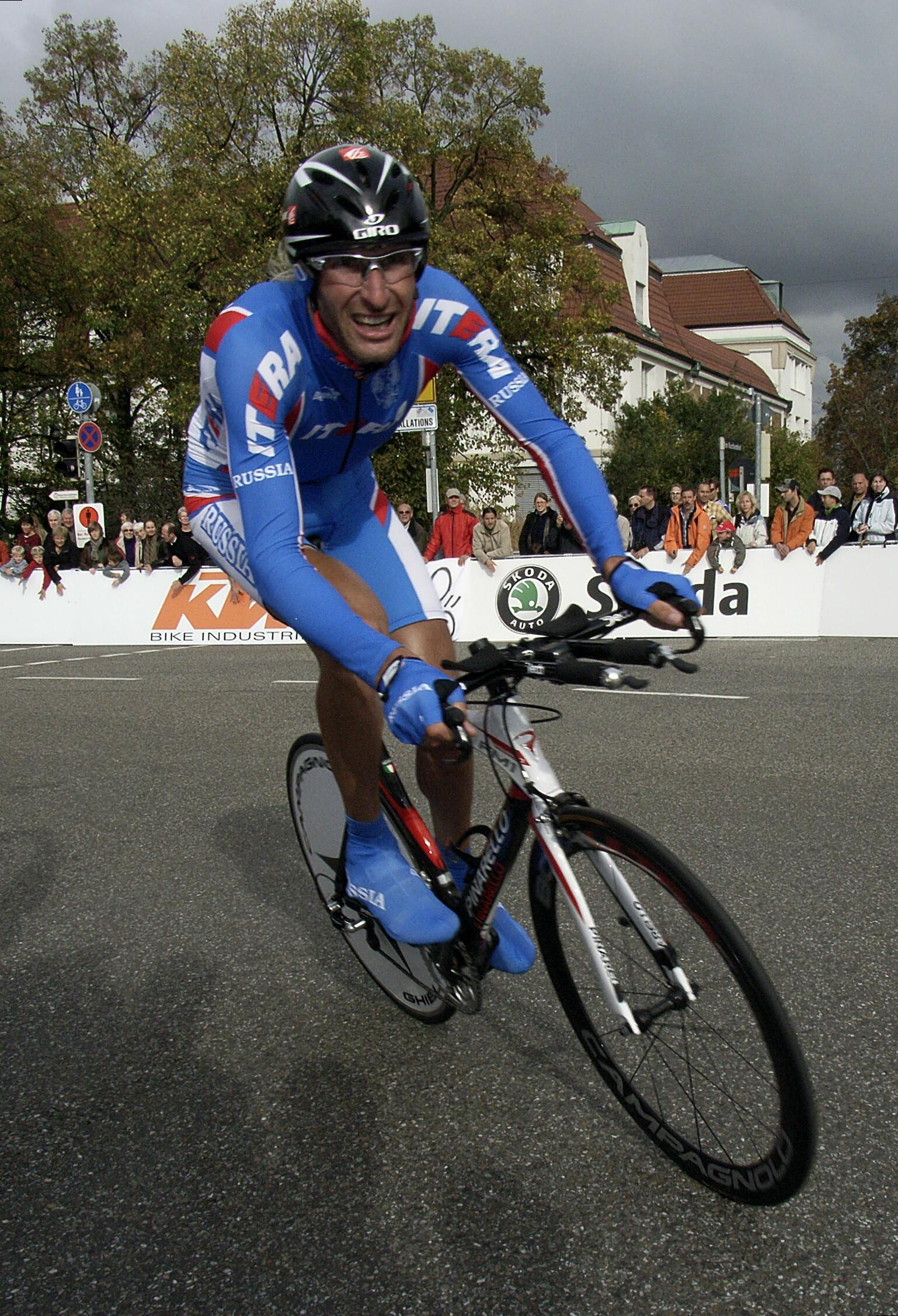
Lors du championnat du monde du contre-la-montre 2007 à Stuttgart.

Vladimir Karpets a commencé sa carrière professionnelle en 2001 dans l'équipe Itera, avant de rejoindre l'équipe iBanesto.com en 2003. L'équipe se nomme ensuite Illes Balears, puis Caisse d'Épargne.
Vladimir Karpets est un coureur régulier, à son avantage dans les courses à étapes, et très bon rouleur. Il a ainsi remporté plusieurs épreuves contre-la-montre. Il officie souvent comme équipier pour Alejandro Valverde dans le Tour de France ou le Tour d'Espagne.
Fin 2008, il signe chez l'ambitieuse équipe russe Katusha, avec Gert Steegmans, Robbie McEwen et Filippo Pozzato. En 2012, il retourne dans l'équipe Movistar. Il prend sa retraite à l'issue de la saison 2013. 
Fin 2014, La Gazzetta dello Sport révèle qu'il fait partie des clients du controversé médecin italien Michele Ferrari.

## Palmarès
- 2000
  - Classement général du Cinturón a Mallorca
  - 2e du Tour de Tasmanie
  - 3e du Tour de Lleida
- 2002
  - 2e du Trophée Joaquim-Agostinho
  - 2e de la Prueba Villafranca de Ordizia
  - 3e du championnat de Russie du contre-la-montre
  - 3e du Tour de l'Alentejo
- 2003
  - 2e étape du Tour de Castille-et-León (contre-la-montre par équipes)
- 2004
  - Classement général du Tour de La Rioja
  - 2e étape du Tour de Castille-et-León (contre-la-montre par équipes)
  -  Classement du meilleur jeune du Tour de France
  - 2e du Tour de Catalogne
- 2005
  - 7e du Tour d'Italie
- 2006
  - 2e de la Clásica de Alcobendas
  - 8e du Tour de Catalogne
  - 8e du Tour d'Espagne
  - 9e du Tour de Suisse
- 2007
  - 1re étape du Tour de Castille-et-León (contre-la-montre)
  - 4e étape du Tour de l'Alentejo (contre-la-montre)
  - 2e étape du Tour de La Rioja
  - Tour de Catalogne :
    - Classement général
    - 1re étape (contre-la-montre par équipes)

  - Classement général du Tour de Suisse
  - 2e du Tour de La Rioja
  - 7e du Tour d'Espagne
- 2008
  - Prueba Villafranca de Ordizia
  - 3e du championnat de Russie du contre-la-montre
- 2009
  - 2e du Tour de Romandie
  - 5e du Tour de Suisse
- 2010
  - 3e étape du Tour de Burgos (contre-la-montre par équipes)
  - 4e du Tour de Romandie
- 2011
  - 2e du championnat de Russie du contre-la-montre

## Résultats sur les grands tours

### Tour de France
9 participations
- 2003 : 100e
- 2004 : 13e,  vainqueur du classement du meilleur jeune
- 2005 : 50e
- 2006 : 30e
- 2007 : 14e
- 2009 : 11e
- 2010 : non-partant (9e étape)
- 2011 : 28e
- 2012 : 53e

### Tour d'Italie
4 participations
- 2005 : 7e
- 2008 : 31e
- 2010 : 14e
- 2013 : 47e

### Tour d'Espagne
4 participations
- 2006 : 8e
- 2007 : 7e
- 2010 : 11e[2],[3]
- 2011 : 42e

## Classements mondiaux
| Année                  | 2005 | 2006 | 2007 | 2008 | 2009 | 2010 |
| ---------------------- | ---- | ---- | ---- | ---- | ---- | ---- |
| Classement ProTour     | 73e  | 57e  | 10e  |      |      |      |
| Calendrier mondial UCI |      |      |      |      | 28e  | 54e  |